# Andrea Rolla
Andrea Rolla (Piano di Sorrento, 4 dicembre 1983) è un ex nuotatore italiano.

## Carriera
Specializzato nello stile libero e nelle staffette, ha vinto la medaglia d'oro nella 4 × 100 m misti ai campionati europei di Debrecen 2012 con Rolli, partecipando, però, solo in batteria.

## Palmarès
- Europei

Debrecen 2012: oro nella 4 × 100 m misti e argento nella 4 × 100 m sl.
- Europei in vasca corta

Stettino 2011: oro nella 4 × 50 m sl.
- Giochi del Mediterraneo

Pescara 2009: bronzo nella 4 × 100 m misti.
- Universiadi

Belgrado 2009: oro nei 50 m sl e argento nella 4 × 100 m sl.